# Nisyrus spinulosus
Nisyrus spinulosus är en insektsart som beskrevs av Carl Stål 1877. Nisyrus spinulosus ingår i släktet Nisyrus och familjen Phasmatidae. Inga underarter finns listade i Catalogue of Life.